# بوروم
بوروم (به هلندی: Burum) یک منطقهٔ مسکونی در هلند است که در کلومرلاند ان‌نیوکرایس‌لاند واقع شده‌است. بوروم ۶۰۶ نفر جمعیت دارد.